# Wikariat Ourém
Wikariat Ourém − jeden z 9 wikariatów diecezji Leiria-Fátima, składający się z 13 parafii:
- Parafia Matki Bożej Różańcowej w Alburitel
- Parafia św. Antoniego w Casal dos Bernardos
- Parafia Matki Bożej Fatimskiej w Caxarias
- Parafia św. Wincentego w Formigais
- Parafia Matki Bożej Oczyszczenia we Freixianda
- Parafia Matki Bożej Łaskawej w Gondemaria
- Parafia Matki Bożej Bolesnej w Ourém
- Parafia Matki Bożej Miłosierdzia w Ourém
- Parafia Matki Bożej Fatimskiej w Ourém
- Parafia Matki Bożej Oczyszczenia w Olival
- Parafia Narodzenia Najświętszej Maryi Panny w Rio de Couros
- Parafia Matki Bożej Oczyszczenia w Seiça
- Parafia Matki Bożej Bolesnej w Urqueira